# サイエンス・ミュージアム

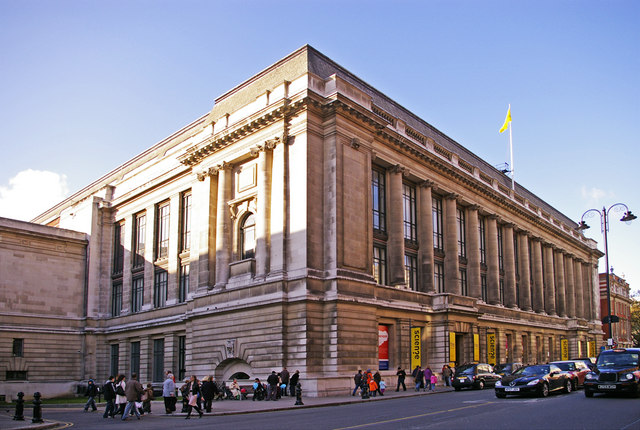
サイエンス・ミュージアム

サイエンス・ミュージアム（英語: Science Museum）はイギリスのロンドンにある国立科学産業博物館（英語: National Museum of Science and Industry）に属する科学博物館。サウス・ケンジントンに位置し、ヴィクトリア&アルバート博物館の隣にある。ロンドンを訪れる観光客の主要な観光地でもある。
産業革命など技術と産業・社会の関わりをテーマとして展示。ジェームズ・ワットの蒸気機関の実物が動態保存され展示されている。

## 歴史
1857年今日のサイエンス・ミュージアムが設立された。それ以前は、ケンジントン・ミュージアムと呼ばれていた。その当時のミュージアムは、向かいにあるヴィクトリア&アルバート博物館の一部で、1909年に独立の施設となり、1913年リチャード・アリソン館に移転した。プリンス・アルバートとサー・ヘンリー・コールが経済的な支援をして1851年の「大博覧会」（ロンドン万国博覧会）の展示物からコレクションを築き上げるのを後押しした。1964年に博物館が二分されて以来、こちらの館は、公式には、国立サイエンス・インダストリー・ミュージアムという名称となっている。

## 展示

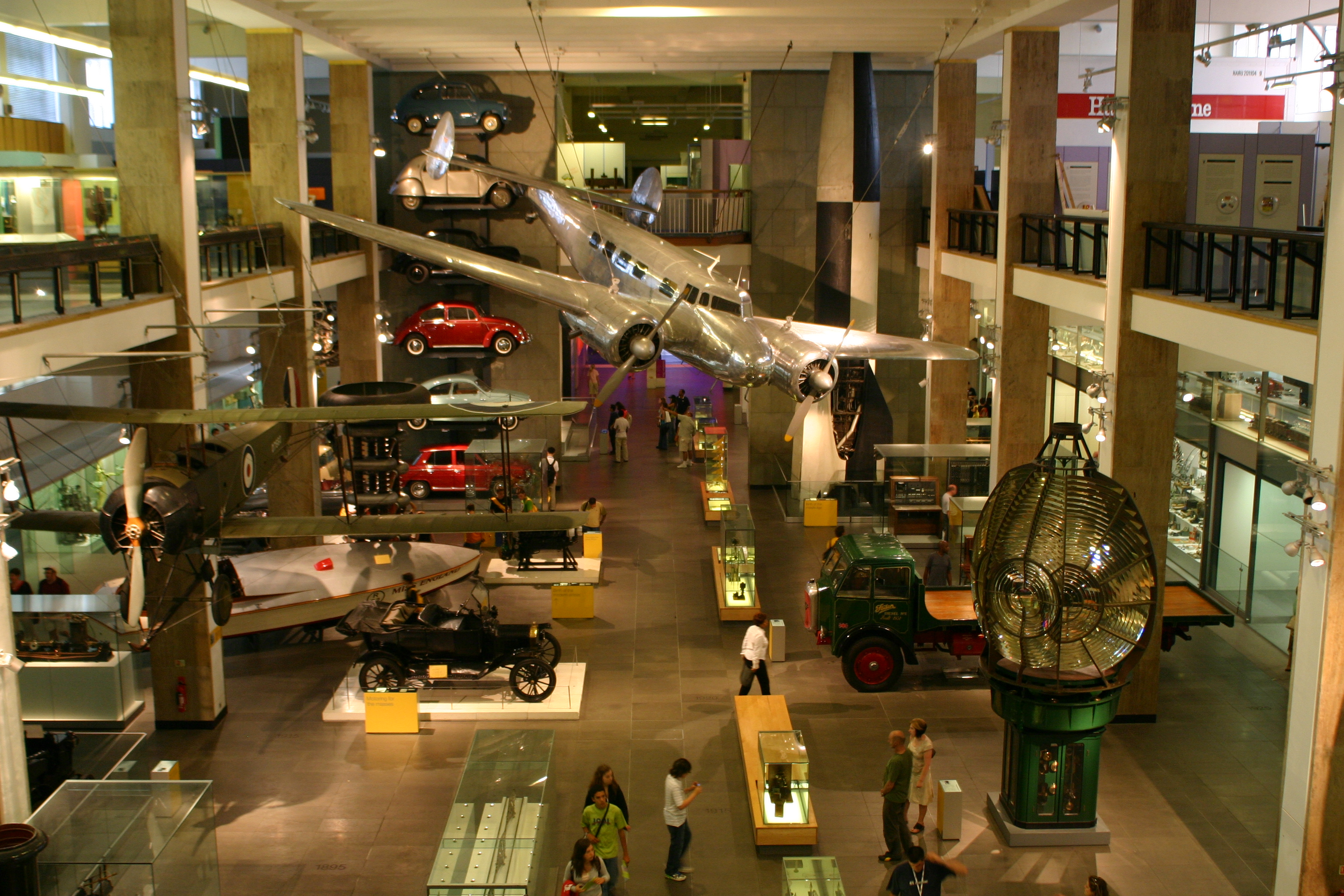
Making the Modern World gallery

博物館は、五つのフロアからなり、それぞれ天文学、気象学、生化学、電磁気学、航海学、航空学と写真術を展示している。
とくに注目に値する展示は、ガリレオ・ガリレイの望遠鏡、ジョージ・アダムスの顕微鏡、成果最初の蒸気機関車、「プッフィング・ビリー」、グラハム・ベルの世界初の電話、昔のロールス・ロイスである。「デジトポリス」と題する展示は、見学者を仮想現実の世界に案内し、魅力的なデジタルテクノロジーを紹介してくれる。
1980年「ウェルコム・ミュージアム」（医学史博物館）が、サイエンス・ミュージアムのヘンリー・ウェルコムコレクションを土台として誕生した。サイエンス・ミュージアムのウェルコム棟は、分かりやすい仕方で近代科学。産業、医学、そして技術の成果を示している。－そしてさらにその全体が楽しみながら学べる工夫を施されている。
さらに4階には古代エジプトから現代までさまざまな時代の医学の治療技術が分かりやすく、ジオラマで展示されている。
医学史は、第5階の展示テーマになっていて、そこは医学の科学とアートと題されて、時代ごとに治療の違いの細部が細かく紹介されている。ミュージアムに付属して3Dアイマックス映画館がある。

## コレクション
- 世界初のジェットエンジン
- ジェームズ・ワットの蒸気機関
- チャールズ・バベッジの階差機関

## その他
「日英修好通商条約」締結140周年にちなみ、英国の芸術・社会・文化・産業などを紹介する『英国祭98』の記念イベントとして、1998年3月21日～5月17日まで神戸市立博物館で、5月31日～7月12日まで北九州市の西日本総合展示場新館で、7月22日～8月30日まで東京国際フォーラムで、「大英科学博物館展」が開催された。

## ギャラリー

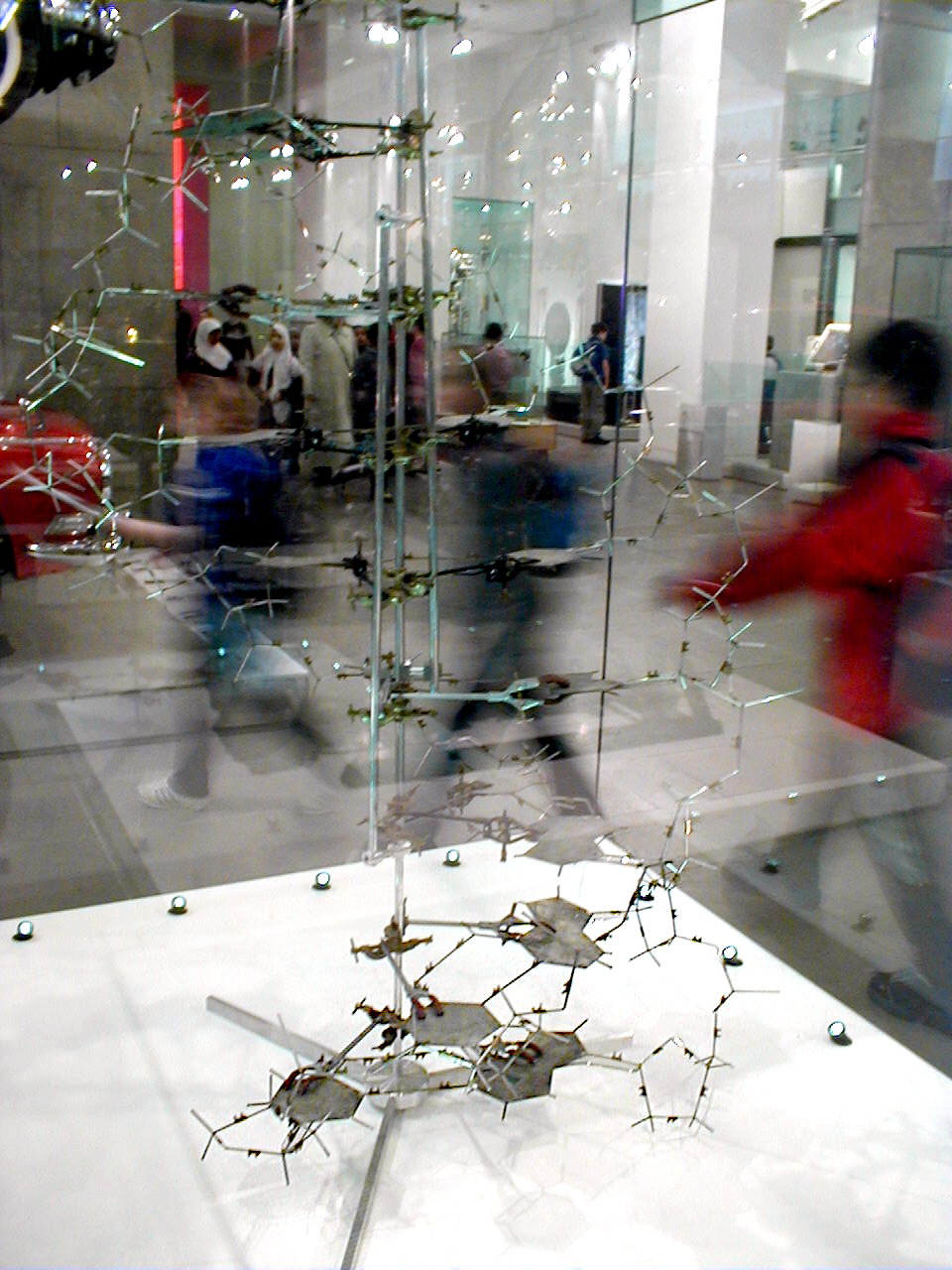
ワトソンのDNAモデル
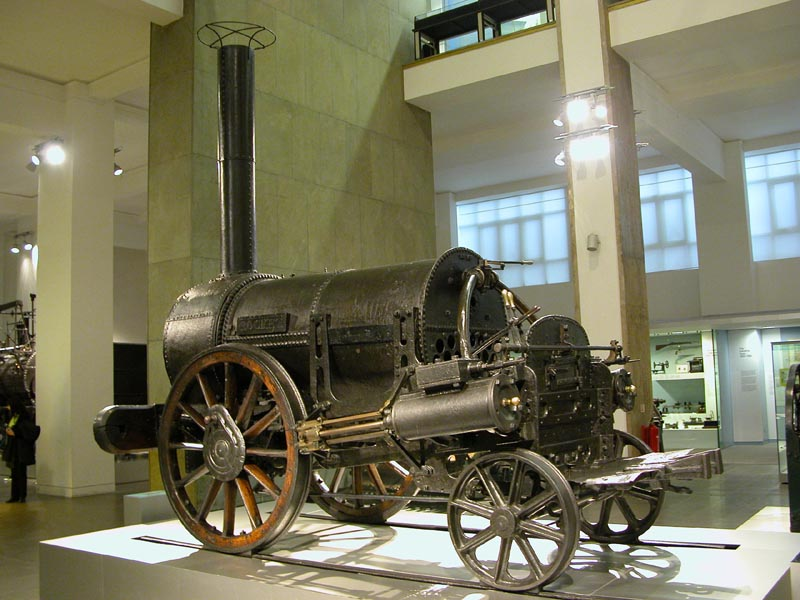
ロケット号
- コーリス蒸気機関の動画
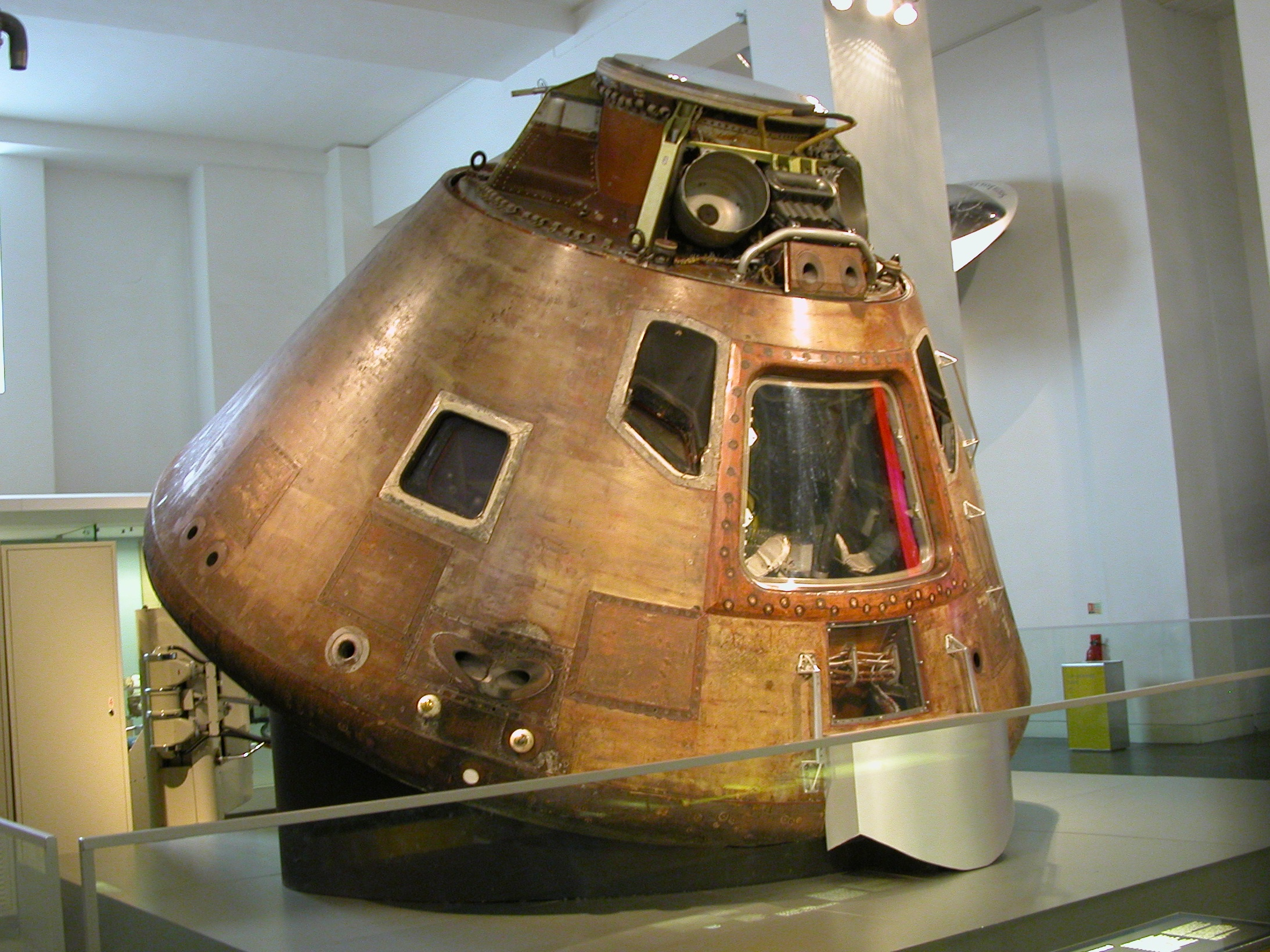
アポロ10号指令室